# Гоца Тржан
Гордана „Гоца” Тржан (Београд, 8. јул 1974) српска је певачица, глумица и ТВ водитељка.

## Биографија
Рођена је 8. јула 1974. године у Београду, као прво дете мајке Росанде и оца Антона, који је пореклом Словенац. Похађала је у основну школу „25. мај“ на Новом Београду (данас „Душко Радовић“). Завршила је Десету београдску гимназију. Након гимназије уписала је Пољопривредни факултет у Београду, одсек сточарство, где је стигла до друге године, када је прекинула студије и почела да се бави музиком. У то време је наступала у аматерској представи „Еро с онога света“ на сцени Ђуро Салај.
Од 2007. до 2011. године била је у браку са Иваном Маринковићем са којим има ћерку Лену. Венчала се са бубњаром из свог бенда Рашом Новаковићем, који се појавио као модел у њеној песми "Жена за једну ноћ".

## Музичка каријера
Током 1994. године певала је у групи Дисторзија. На снимању представе „Коса“ упознала је Мирка Вукомановића и Горана Стефановића, продуценте групе Тапири, који су је позвали да буде њихова певачица. Заједно са Иваном Павловић певала је пратеће вокале што се свидело тадашњем менаџеру групе Ганету Пецикози, што је довело до настанка групе Тап 011. Након одласка из групе, наставила је самосталну каријеру. Први самостални албум је издала 1999. године под насловом „У ниском лету“. Албум је издат за издавачку кућу ПГП РТС.
Други албум „Желим да се променим“ је издат 2001. године за Сити рекордс. На том албуму се налази песма „1200 миља“, на којој гостује Тоше Проески.
Трећи албум „Пета страна света“ издат је 2002. године за ДМД Соунд, а четврти албум, „Отров у чај“ 2004. године. Пети по реду албум „Плави рам“ издаје 2008. године, а макси сингл под називом „Мастило“ почетком 2010.
Свој први солистички концерт одржала је 10. марта 2009. године у Сава центру, након петнаест година рада.
Гоца је позната по учешћу на неколико фестивала и за себе је више пута рекла да је вечити фестивалски губитник, али да њене песме након фестивала постају хитови. Године 2004, на фестивалу Сунчане скале, представила се песмом „Хаљина“, која јој је донела друго место на табели, али прво место на свим топ-листама, потом је 2005. многе шокирала песмом и провокативним наступом на Радијском фестивалу на ком је изводила песму „Хормони“, да би 2006. на истом фестивалу однела треће место са песмом „Хотел“. Априла 2012. на Гранд фестивалу осваја трећу награду коју дели са младим колегом Стефаном Петрушићем с којим је извела дуетску песму „У тебе ме не дирај“.
Године 2013, учествовала је у првој сезони шоу програма Твоје лице звучи познато.
Године 2014, такмичила се на Pink music fest-u са песмом „Глуве усне“. Исте године је снимила и спот за споменуту песму.

## Глумачка каријера
Иако је на пријемном испиту на ФДУ ушла у ужи избор, глуму није успела да упише. Током каријере телевизијски и филмски редитељи указали су јој поверење и доделили јој улоге у ТВ филму „У ординацији“, у филму „Све је за људе“, затим у филму „Балкански синдром“, а највећи глумачки успех Гоца је постигла улогом Јоргованке у ТВ серији „Село гори, а баба се чешља“. Такође је радила и неколико синхронизација филмова на српски језик, укључујући Тврд орах (2014) - Лана, Алвин и веверице: Велика авантура (2015) као гђа Прајс, Коко (2017) као Имелда и Лола и Мила (2018) као Маца папучарица.

## Награде и номинације
| Година | Награда                 | Категорија | Рад     | Исход      | Реф.  |
| ------ | ----------------------- | ---------- | ------- | ---------- | ----- |
| 2022.  | Песма за Евровизију ’22 |            | „Фитиљ” | Повукла се | [ 6 ] |

## Дискографија

### Синглови
- 1999 - Загрли
- 2000 - Још један круг (Дует са Златком Вујићем)
- 2001 - 1200 миља (Дует са Тошетом Проеским) у две верзије на српском и македонском језику
- 2010. - Пиши пропало[7]
- 2011. - Срећо нечија[8]
- 2012. - Страшило[9]
- 2012. - У тебе ме не дирај (Дует са Стефаном Петрушићем)
- 2012. - Волим до краја (Дует са Ди-џеј Шонетом и  словеначким репером Чале Салетом)
- 2012. - Реци ми у лице (Дует са Мега Бендом)
- 2012. - Вади се на моје лудило
- 2013. - Волео си скота[10]
- 2013. - 21 грам[11]
- 2014. - Заробљена
- 2014. - Глуве усне
- 2014. - Тајно моја
- 2015. - Педесет (Дует са Игором Вукојевићем)
- 2015. - Позови га ти (Дует са Сандром Африком)
- 2015. - Градске кучке
- 2016. - Лажна крила
- 2019. - Жена за једну ноћ
- 2023 - Мирно (Дует са Принцом)

#### Спотови
| Спот                   | Година | Режисер            |
| ---------------------- | ------ | ------------------ |
| Загрли                 | 2000   | —                  |
| Стоперка               | 2000   | —                  |
| Достана                | 2000   | —                  |
| Чујем да за мене питаш | 2000   | —                  |
| Не иди                 | 2000   | —                  |
| Конобарица             | 2001   | —                  |
| 1200 миља              | 2001   | —                  |
| Све ће на своје доћи   | 2001   | —                  |
| Корак до дна           | 2002   | —                  |
| Оглас                  | 2002   | —                  |
| Пета страна света      | 2002   | —                  |
| Далеко                 | 2002   | —                  |
| Из почетка из ината    | 2002   | —                  |
| Бумеранг               | 2004   | AL HAMED           |
| Хаљина                 | 2004   | AL HAMED           |
| Кад је бал нек је бал  | 2008   | —                  |
| Мастило                | 2010   | Creative 4D        |
| Љубав ти и ја          | 2010   | AL HAMED           |
| Иди и све пробај       | 2010   | AL HAMED           |
| Страшило               | 2012   | Андреја Дамјановић |
| Волим до краја         | 2012   | Андреј Илић        |
| Реци ми у лице         | 2012   | Ведад Јашаревић    |
| Волео си скота         | 2013   | Ведад Јашаревић    |
| Глуве усне             | 2014   | Ведад Јашаревић    |
| Заробљена              | 2014   | Ведад Јашаревић    |
| Педесет                | 2015   | Бранко Векић       |
| Позови га ти           | 2015   | Videal media       |
| Градске кучке          | 2015   | Storyteller        |
| Лажна крила            | 2016   | Ведад Јашаревић    |
| Не дај ми љубав        | 2017   | Silver Production  |
| Безимени               | 2017   | daVideo            |
| Фолија                 | 2018   | Жарко Вучан        |
| Магнет за самоћу       | 2019   | Никола Гладовић    |
| Укус жене              | 2019   | Јасмин Пивић       |
| Жена за једну ноћ      | 2019   | Милош Поповић      |
| Грешила                | 2021   | Милош Поповић      |
| Боли вино              | 2021   | Music Stop Visual  |
| Фитиљ                  | 2021   | Music Stop Visual  |
| Мирно                  | 2023   | Душан Баћић        |

### Албуми
- У ниском лету 1999.
- Желим да се променим 2001.
- Пета страна света 2002.
- Отров у чај 2004.
- Плави рам 2008.
- Мастило EP 2010.

## Фестивали
- Хит (са групом Тап 011), '95
- Твоја мала лујка (са групом Тап 011), '96

Пјесма Медитерана, Будва:
- Мода од лабуда (са групом Тап 011), '97
- Не умем да те не волим, 2000
- Знам ја да си ту, 2005
- Професор, 2006
- Диши, 2009

Сунчане скале, Херцег Нови:
- Леси (са групом Тап 011), '97
- Ако је Бог дозволио, 2000
- Хаљина, друго место, 2004

Међународни фестивал Форте, Сарајево:
- Ни на небу ни на земљи, 2000

Зрењанин:
- Где си да си, нека си, 2000

Охрид:
- Слободна, 2005

Бања Лука:
- Слободна (Вече забавне музике), 2005

Радијски фестивал, Србија:
- Хормони, 2005
- Хотел, треће место, 2006
- Као људи (дует са Ал Дином), (деле прво место са Сашом Ковачевићем), 2007
- Пиши пропало, 2010
- 21 грам, 2013

Гранд фестивал:
- У тебе ме не дирај (дует са Стефаном Петрушићем), треће место, 2012

Pink music fest:
- Глуве усне, 2014

Београдско пролеће:
- Пелин, награда за интерпретацију, 2024

## Филмографија
- Све је за људе (2001)
- У ординацији (2005)
- Балкански синдром (2007)
- Село гори... и тако (2009)
- Село гори, а баба се чешља (2008—2010)
- Певај, брате! (2011)
- Само вечерас (2011)
- Сложна браћа: Нова генерација (2022)

## Улоге у синхронизацијама
| Година | Назив                               | Улога           | Студио         |
| ------ | ----------------------------------- | --------------- | -------------- |
| 2014.  | Тврд орах                           | Лана            | Призор         |
| 2015.  | Алвин и веверице: Велика авантура   | Гђа. Прајс      | Моби           |
| 2017.  | Коко                                | Мама Имелда     | Ливада Београд |
| 2018.  | Лола и Мила                         | Маца Папучарица | Блу хаус       |
| 2018.  | Хотел Трансилванија 3: Одмор почиње | Три вештице     | Моби           |